# Presidential Drawdown Authority
Presidential Drawdown Authority (PDA) är ett verktyg för USA:s president att tvinga USA:s försvarsdepartement att underhålla existerande krigsmateriel för olika ändamål till länder och internationella organisationer som är i behov av sånt vid eventuella nödsituationer.
Verktyget återfinns under avsnittet 506(a)(1) i lagen Foreign Assistance Act. Det är USA:s utrikesminister, med hjälp av USA:s försvarsminister, som begär vad som behövs och begär sedan tillåtelse av USA:s president att begära finansiering från USA:s kongress. Det är upp till kongressen att besluta hur mycket som ska få användas. När kongressen har bestämt det då måste presidenten signera dekretet och det blir en lag. De finansiella medel gäller enbart mellan olika satta datum, använder inte presidenten all tillgänglig värde som är avsatt, då fryser det inne. Då krävs det att en ny proposition läggs fram till kongressen av utrikesministern, med tillstånd av presidenten, för att få använda nya finansiella medel till andra stödpaket.

## Användande
PDA har använts för Rysslands invasion av Ukraina 2022 och kommer att utökas under år 2023 med att stödja Taiwan för att stärka upp Taiwans försvarskapacitet för att stå emot eventuella framtida militära aggressioner från Kina. Den 21 december 2022 meddelades det att USA:s senat godkände att PDA kunde användas för att hjälpa Taiwan. För år 2023 har USA:s 46:e president Joe Biden (D) tillåtelse att tvinga USA:s försvarsdepartement att undvara krigsmateriel för en miljard amerikanska dollar till Taiwan. I mitten av maj 2023 offentliggjorde USA:s försvarsminister Lloyd Austin att USA skulle inom snar framtid börja flytta över befintlig krigsmateriel till Taiwan via PDA, Vita huset hade tidigare under månaden meddelat att krigsmateriel för omkring 500 miljoner dollar skulle skickas. En talesperson vid Folkrepubliken Kinas försvarsministerium fördömde detta samma dag som USA:s försvarsminister uttalade sig. Den 24 maj 2023 anlände första amerikanska militära stödpaketet till Taiwan.

## Stödpaket
Lista över offentliggjorda stödpaket som har gått via PDA.

### Ukraina
| Datum             | Värde           | Ett urval av innehåll | Källa         |
| ----------------- | --------------- | --- | ------------- |
| 27 augusti 2021   | $60 000 000     | Okänt innehåll. | [ 3 ]         |
| 23 december 2021  | $200 000 000    | Okänt innehåll. | [ 8 ]         |
| 25 februari 2022  | $350 000 000    | Handeldvapen; ammunition; skyddsvästar samt utrustning för att stävja Ryssland vid frontlinjen. | [ 9 ]         |
| 12 mars 2022      | $200 000 000    | Okänt innehåll. | [ 8 ]         |
| 16 mars 2022      | $800 000 000    | Okänt innehåll. | [ 10 ]        |
| 5 april 2022      | $100 000 000    | Innehållet ej uppdelat mellan Presidential Drawdown Authority och Ukraine Security Assistance Initiative vilket görs att innehållet kan ej listas. | [ 11 ]        |
| 13 april 2022     | $800 000 000    | 30 000 skyddsvästar och hjälmar; fler än 2 000 avståndsmätare; 1000-tal pansarvärn; 500 robotar för FGM-148 Javelin; 300 obemannade luftfarkoster av typen Aerovironment Switchblade; 200 M113 armored personnel carrier-fordon; 100 High Mobility Multipurpose Wheeled Vehicle (Humvee); 18 155mm Haubitsar och med 40 000 tillhörande artilleripjäser; elva Mil Mi-17-helikoptrar; tio artilleriradarsystem AN/TPQ-36; två flygradarsystem AN/MPQ-64 Sentinel; okänt antal obemannade kustförsvarsfartyg; okänd mängd av C-4 och annan explosiv ammunition; okänt antal truppminor av M18 Claymore; medicintekniska produkter samt skyddsutrustning mot CBRN-krigföring. | [ 12 ]        |
| 21 april 2022     | $800 000 000    | Fler än 121 obemannade luftfarkoster av typen Phoenix Ghost; 72 155mm Haubitsar och med 144 000 tillhörande artilleripjäser; 72 dragbilar för haubitsarna, reservdelar samt fältutrustningar. | [ 13 ]        |
| 6 maj 2022        | $150 000 000    | Okänt innehåll. | [ 11 ]        |
| 19 maj 2022       | $100 000 000    | 18 155mm Haubitsar; 18 dragbilar för haubitsarna, tre artilleriradarsystem AN/TPQ-36; reservdelar samt fältutrustningar. | [ 14 ]        |
| 1 juni 2022       | $700 000 000    | 15 000 155mm artilleripjäser; 6 000 ej specificerade vapen för att slå ut stridsvagnar; 50 vapensystem tillhörande FGM-148 Javelin och 1 000 tillhörande robotar; 15 taktiska fordon; fem artilleriradarsystem; fyra Mil Mi-17-helikoptrar; två övervakningssystem; okänt antal av M142 High Mobility Artillery Rocket System (Himars); reservdelar samt ej specificerad utrustning. | [ 15 ]        |
| 15 juni 2022      | $350 000 000    | 18 155mm Haubitsar och med 36 000 tillhörande artilleripjäser; 18 dragbilar för haubitsarna, fyra taktiska bärgningsfordon; okänt antal Himars-robotar; reservdelar samt ej specificerad utrustning. | [ 16 ]        |
| 23 juni 2022      | $450 000 000    | Fler än 59 000 000 patroner för handeldvapen; 75 000 skyddsvästar och hjälmar; 36 000 105mm artilleripjäser; fler än 20 000 pansarvärnskanoner; fler än 10 000 granatkarbiner och handeldvapen; fler än 6 500 vapensystem tillhörande FGM-148 Javelin; fler än 1 400 FIM-92 Stinger; 1 000-tal olika kameror däribland avståndsmätare, bildförstärkare och värmekameror; fler än 700 obemannade luftfarkoster av typen Aerovironment Switchblade; 200 M113 armored personnel carrier-fordon; 126 155mm Haubitsar och med 260 000 tillhörande artilleripjäser; 126 dragbilar för haubitsarna; 121 obemannade luftfarkoster av typen Phoenix Ghost; 100-tal Humvee-fordon; 22 artilleriradarsystem; 20 Mil Mi-17-helikoptrar; 19 taktiska bärgningsfordon; 18 patrullbåtar inklusive okänt antal av small unit riverine craft-båtar; åtta M142 High Mobility Artillery Rocket System (Himars) och med tillhörande robotar; fyra artilleriradarsystem; fyra anti-granatkastarradarsystem; två vapensystem för Boeing Harpoon; okänt antal av vapensystem för laserstyrda robotar; okänt antal av obemannade luftfarkoster av typen Aerovironment RQ-20 Puma; okänt antal obemannade kustförsvarsfartyg; okänd mängd av C-4 och annan explosiv ammunition; okänt antal Claymore-truppminor; okänt antal bombdräkter; okänt antal skyddsutrustningar mot CBRN-krigföring; taktiska krypterade kommunikationssystem; medicintekniska produkter inklusive första hjälpen; utrustning för att bekämpa elektronisk krigföring; reservdelar; fältutrustningar samt finansiella medel för att finansiera träning, underhåll och övriga utgifter. | [ 17 ]        |
| 1 juli 2022       | $50 000 000     | Okänt antal Himars-robotar. | [ 18 ]        |
| 8 juli 2022       | $400 000 000    | Fyra M142 High Mobility Artillery Rocket System (Himars) och tillhörande robotar; tre taktiska bärgningsfordon; okänt antal 155mm artilleripjäser; okänd mängd exploderande ammunition; okänt antal artilleriradarsystem; reservdelar och ej specificerad utrustning. | [ 19 ]        |
| 22 juli 2022      | $175 000 000    | 36 000 105mm artilleripjäser; Fyra M142 High Mobility Artillery Rocket System (Himars) och tillhörande robotar; fyra stridsledningsfordon; okänt antal pansarvärnskanoner; reservdelar och ej specificerad utrustning.F | [ 20 ]        |
| 1 augusti 2022    | $550 000 000    | 75 000 155mm artilleripjäser samt okänt antal Himars-robotar. | [ 21 ]        |
| 8 augusti 2022    | $1 000 000 000  | 75 000 155mm artilleripjäser; 1 000 vapensystem tillhörande FGM-148 Javelin; 100-tal AT4; 50 bepansrade ambulanser; 20 granatkastare och med 20 000 tillhörande 120mm granatprojektiler; okänt antal Himars-robotar; okänt antal robotar tillhörande Norwegian Advanced Surface-to-Air Missile System (Nasams); okänt antal Claymore-truppminor; okänd mängd av C-4 och annan explosiv ammunition samt medicintekniska produkter. | [ 22 ]        |
| 19 augusti 2022   | $775 000 000    | 2 000 pansargranater; 1 500 robotar tillhörande BGM-71 Tow; 1 000 vapensystem tillhörande FGM-148 Javelin; 50 Humvee-fordon; 40 Maxx Pro-minröjningsfordon; 16 105mm Haubitsar och med 36 000 tillhörande artilleripjäser; 15 obemannade luftfarkoster av typen Boeing Insitu Scan Eagle; okänt antal Himars-robotar; okänt antal robotar av typen AGM-88 Harm; okänd mängd exploderande ammunition; okänt antal taktiska krypterade kommunikationssystem; okänt antal kameror däribland avståndsmätare, bildförstärkare och värmekameror samt utrustning för minröjning. | [ 23 ]        |
| 8 september 2022  | $675 000 000    | 1 500 000 patroner för handeldvapen; fler än 5 000 pansarvärn; 1 000 155mm artilleripjäser av typen Remote Anti-Armor Mine (Raam); 100 Humvee-fordon; 50 bepansrade ambulanser; fyra 105mm Haubitsar och med 36 000 tillhörande artilleripjäser; okänt antal Himars-robotar; okänt antal AGM-88 Harm-robotar; okänt antal granatkarbiner och handeldvapen samt bildförstärkare samt fältutrustningar. | [ 24 ]        |
| 15 september 2022 | $600 000 000    | Okänt innehåll. | [ 8 ]         |
| 4 oktober 2022    | $625 000 000    | 200 000 patroner för handeldvapen; 30 000 120mm granatkastarprojektiler; 1 000 155mm Raam-artilleripjäser; 500 precisionsstyrda artilleripjäser; 200 Maxx Pro-minröjningsfordon; 16 155mm Haubitsar och med 75 000 tillhörande artilleripjäser; 16 105mm Haubitsar; fyra M142 High Mobility Artillery Rocket System (Himars) och tillhörande robotar; okänt antal Claymore-truppminor samt utrustning för att placera ut hinder. | [ 25 ]        |
| 14 oktober 2022   | $725 000 000    | Fler än 2 000 000 patroner för handeldvapen; 23 000 155mm artilleripjäser; 5 000 155mm Raam-artilleripjäser; 5 000 pansarvärn; 500 precisionsstyrda artilleripjäser; fler än 200 Humvee-fordon; okänt antal Himars-robotar; okänt antal AGM-88 Harm-robotar; okänt antal handeldvapen samt medicintekniska produkter. | [ 26 ]        |
| 28 oktober 2022   | $275 000 000    | 2 750 000 patroner för handeldvapen; 2 000 155mm Raam-artilleripjäser; fler än 1 300 pansarvärn; 500 precisionsstyrda artilleripjäser; 125 Humvee-fordon; fyra antenner för satellitkommunikation samt okänt antal handeldvapen. | [ 27 ]        |
| 10 november 2022  | $400 000 000    | Fler än 20 000 000 patroner för handeldvapen; 21 000 155mm artilleripjäser; 10 000 120mm granatkastarpjäser; 500 155mm precisionsstyrda artilleripjäser; 400 granatkarbiner; 100 Humvee-fordon; fyra luftvärnssystem av typen AN/TWQ-1 Avenger och okänt antal tillhörande Stinger-robotar; okänt antal MIM-23 Hawk-robotar; okänt antal Himars-robotar; okänt antal riktmedel för handeldvapen; okänt antal handeldvapen; explosiv utrustning för att röja hinder samt vinterkläder. | [ 28 ]        |
| 23 november 2022  | $400 000 000    | Fler än 20 000 000 patroner för handeldvapen; 10 000 120mm granatkastarpjäser; fler än 200 generatorer; 200 155mm precisionsstyrda artilleripjäser; 150 tunga kulsprutor och med termografiska riktmedel för att slå ut obemannade luftfarkoster; 150 Humvee-fordon; fler än 100 lätta taktiska fordon; okänt antal AGM-88 Harm-robotar; okänt antal Himars-robotar; okänt antal Nasams-robotar; reservdelar till 105mm Haubitsar samt ej specificerad utrustning. | [ 29 ]        |
| 9 december 2022   | $275 000 000    | 80 000 155mm artilleripjäser; omkring 150 generatorer; okänt antal Humvee-ambulanser; okänt antal Himars-robotar; utrustning för att slå ut obemannade luftfarkoster; stärka Ukrainas luftvärnskapacitet samt fältutrustningar. | [ 30 ]        |
| 21 december 2022  | $1 000 000 000  | Fler än 2 700 granatkarbiner och handeldvapen; 500 155mm precisionsstyrda artilleripjäser; 120 Humvee-fordon; 37 Mrap-fordon av varianten Cougar; tio 120 mm granatkastare och med 10 000 tillhörande granatprojektiler; tio 82mm granatkastare; tio 60mm granatkastare; sex bepansrade nyttofordon; en MIM-104 Patriot och med tillhörande robotar; okänd antal precisionsstyrda robotar; okänt antal Himars-robotar; okänt antal AGM-88 Harm-robotar; okänt antal Claymore-truppminor; okänd mängd av explosiv ammunition; bildförstärkare; taktiska krypterade kommunikationssystem; skyddsvästar samt fältutrustningar. | [ 31 ]        |
| 6 januari 2023    | $2 850 000 000  | 10 000 120mm granatkastarprojektiler; 4 000 Zuniraketer; omkring 2 000 pansarvärnsrobotar; 1 200 155mm Raam-artilleripjäser; 500 155mm precisionsstyrda artilleripjäser; 138 Humvee-fordon; 100 M113 armored personnel carrier-fordon; 55 Mrap-fordon; 50 M2/M3 Bradley och med tillhörande BGM-71 Tow-robotar och 250 000 25mm patroner; 36 105mm Haubitsar och med 95 000 tillhörande artilleripjäser; 18 155mm Haubitsar och med 70 000 tillhörande artilleripjäser och 18 stödfordon för artilleripjäserna; okänt antal Himars-robotar; okänt antal RIM-7 Sea Sparrow-robotar; okänt antal prickskyttegevär och kulsprutor; okänd mängd ammunition till granatkarbiner och handeldvapen; okänt antal Claymore-truppminor; bildförstärkare; reservdelar samt fältutrustningar. | [ 32 ]        |
| 19 januari 2023   | $2 500 000 000  | Fler än 3 000 000 patroner för handeldvapen; 95 000 105mm artilleripjäser; 20 000 155mm artilleripjäser; omkring 11 800 120mm granatkastarprojektiler; omkring 2 000 pansarvärnsrobotar; omkring 600 155mm precisionsstyrda artilleripjäser; 350 Humvee-fordon; 90 Stryker-fordon och med 20 tillhörande minvältar; 59 M2/M3 Bradley och med tillhörande 590 BGM-71 Tow och 295 000 25mm ammunition; 53 Mrap-fordon; 22 taktiska fordon för att bärga vapensystem; tolv stödfordon för ammunition; åtta AN/TWQ-1 Avenger; sex stridsledningsfordon; okänt antal Nasams-robotar; okänt antal Himars-robotar; okänt antal AGM-88 Harm-robotar; explosiv utrustning för att röja hinder; okänt antal Claymore-truppminor; bildförstärkare; reservdelar samt fältutrustningar. | [ 33 ]        |
| 3 februari 2023   | $425 000 000    | 2 000 pansarvärnsrobotar; 250 FGM-148 Javelin; 190 tunga kulsprutor och med tillhörande termografiska riktmedel och tillhörande ammunition för att slå ut obemannade luftfarkoster; 181 Mrap-fordon; okänt antal 155mm artilleripjäser; okänt antal 120mm granatkastarprojektiler; okänt antal Himars-robotar; okänt antal Claymore-truppminor; okänd mängd av explosiv ammunition; vinterkläder; hjälmar samt fältutrustningar. | [ 34 ]        |
| 20 februari 2023  | $460 000 000    | Okänt innehåll. | [ 35 ]        |
| 3 mars 2023       | $400 000 000    | Okänt antal bepansrade brobandvagnar; okänt antal Himars-robotar; okänt antal 155mm och 105mm artilleripjäser; okänd mängd 25mm ammunition; okänd mängd av explosiv ammunition; explosiv utrustning för att röja hinder; test- och diagnostisk utrustning för att stödja fordonsunderhåll och reparation; reservdelar samt fältutrustningar. | [ 36 ]        |
| 20 mars 2023      | $350 000 000    | Okänt antal av small unit riverine craft-båtar; okänt antal tankbilar; okänt antal 81mm och 60mm granatkastare och med tillhörande granatkastarpjäser; okänt antal AT4; okänt antal Himars-robotar; okänt antal 155mm artilleripjäser; okänt antal AGM-88 Harm-robotar; okänd mängd 25mm ammunition; okänt antal granatkarbiner och handeldvapen och med tillhörande ammunition; okänd mängd av explosiv ammunition; explosiv utrustning för att röja hinder; utrustning för minröjning; okänt antal kameror däribland avståndsmätare, bildförstärkare och värmekameror; test- och diagnostisk utrustning för att stödja fordonsunderhåll och reparation; reservdelar samt fältutrustningar. | [ 37 ]        |
| 4 april 2023      | $500 000 000    | Omkring 400 granatkarbiner och med 200 000 tillhörande gevärsgranater; 61 tankbilar; elva taktiska fordon för att bärga utrustning; tio lastbilar och tio trailers för att transportera tung utrustning; okänt antal MIM-104 Patriot; okänt antal Himars-robotar; okänt antal 155mm och 105mm artilleripjäser; okänt antal 120mm granatkastarprojektiler; okänt antal 120mm och 105mm stridsvagnsprojektiler; okänt antal BGM-71 Tow-robotar; okänd mängd av 25mm ammunition; test- och diagnostisk utrustning för att stödja fordonsunderhåll och reparation; reservdelar samt fältutrustningar. | [ 38 ]        |
| 19 april 2023     | $325 000 000    | Över 9 000 000 patroner för handeldvapen; fyra stödfordon för logistika ändamål; okänt antal Himars-robotar; okänt antal 155mm och 105mm artilleripjäser; okänt antal BGM-71 Tow-robotar; okänt antal AT4; okänd mängd av precisionsstyrd ammunition; okänt antal stridsvagnsminor; explosiv utrustning för att röja hinder; säkerhetsutrustning för att beskydda hamnar; test- och diagnostisk utrustning för att stödja fordonsunderhåll och reparation; reservdelar samt fältutrustningar. | [ 39 ]        |
| 3 maj 2023        | $300 000 000    | Okänt antal AT4 och Carl Gustaf 84 mm granatgevär; okänt antal Hydra 70-raketer; okänt antal 155mm Haubitsar och med tillhörande artilleripjäser; okänt antal lastbilar och trailers för att transportera tung utrustning; okänt antal Himars-robotar; okänt antal BGM-71 Tow-robotar; okänt antal av 120mm, 81mm och 60mm granatkastarprojektiler; okänd antal handeldvapen och okänd mängd tillhörande ammunition; explosiv utrustning för att röja hinder; test- och diagnostisk utrustning för att stödja fordonsunderhåll och reparation; reservdelar samt fältutrustningar. | [ 40 ]        |
| 21 maj 2023       | $375 000 000    | Okänt antal FGM-148 Javelin och AT4; okänt antal bepansrade brobandvagnar; okänt antal bepansrade ambulanser; okänt antal lastbilar och trailers för att transportera tung utrustning; okänt antal Himars-robotar; okänt antal 155mm och 105mm artilleripjäser; okänt antal BGM-71 Tow-robotar; okänd mängd av precisionsstyrd ammunition; okänd mängd av explosiv ammunition; stödutrustning för logistiska ändamål; okänt antal termografiska riktmedel; reservdelar samt fältutrustningar. | [ 41 ]        |
| 31 maj 2023       | $300 000 000    | Fler än 30 000 000 patroner till handeldvapen; okänt antal AN/TWQ-1 Avenger; okänt antal FIM-92 Stinger; okänt antal AT4; okänt antal AIM-7 Sparrow-robotar; okänt antal Patriot-robotar; okänt antal Himars-robotar; okänt antal Zuniraketer; okänt antal 155mm och 105mm artilleripjäser; okänt antal 105mm stridsvagnsprojektiler; okänd mängd av precisionsstyrd ammunition; okänd mängd av ammunition för obemannade luftfarkoster; utrustning för minröjning; explosiv utrustning för att röja hinder; bildförstärkare; okänt antal generatorer; reservdelar samt fältutrustningar. | [ 42 ]        |
| 13 juni 2023      | $325 000 000    | Okänt antal M2/M3 Bradley-fordon; okänt antal Stryker-fordon; okänt antal Nasams-robotar samt okänt antal Himars-robotar. | [ 43 ]        |
| 27 juni 2023      | $500 000 000    | Fler än 22 miljoner patroner och gevärsgranater för handeldvapen och granatkarbiner; 30 M2/M3 Bradley-fordon; 25 Stryker-fordon; okänt antal FGM-148 Javelin-vapensystem; okänt antal AT4; okänt antal Patriot-robotar; okänt antal Himars-robotar; okänt antal Stinger-robotar; okänt antal BGM-71 Tow-robotar; okänt antal AGM-88 Harm-robotar; okänt antal pansarvärnsrobotar; okänt antal 155mm och 105mm artilleripjäser; okänd mängd av precisionsstyrd ammunition; okänt antal handeldvapen och granatkarbiner; bildförstärkare och termografisk utrustning; utrustning för minröjning; explosiv utrustning för att röja hinder; test- och diagnostisk utrustning för att stödja fordonsunderhåll och reparation; reservdelar samt fältutrustningar. | [ 44 ]        |
| 7 juli 2023       | $800 000 000    | Fler än 28 miljoner patroner och gevärsgranater för handeldvapen och granatkarbiner; 32 M2/M3 Bradley-fordon; 32 Stryker-fordon; 31 155mm Haubitsar; 27 taktiska fordon för att bärga utrustning; tio taktiska bärgningsfordon; okänt antal 155mm (inklusive klusterammunition) och 105mm artilleripjäser; okänt antal FIM-92 Stinger-vapensystem; okänt antal FGM-148 Javelin-vapensystem; okänt antal obemannade luftfarkoster av typen Penguin; okänt antal pansarvärn; okänt antal Patriot-robotar; okänt antal Himars-robotar; okänt antal AIM-7 Sparrow-robotar; okänt antal BGM-71 Tow-robotar; okänd antal precisionsstyrda robotar; okänt antal handeldvapen och granatkarbiner; utrustning för minröjning; explosiv utrustning för att röja hinder; reservdelar samt fältutrustningar. | [ 45 ] [ 46 ] |
| 25 juli 2023      | $400 000 000    | Fler än 28 miljoner patroner och gevärsgranater för handeldvapen och granatkarbiner; 32 Stryker-fordon; okänt antal obemannade luftfarkoster av typen Black Hornet Nano; okänt antal FIM-92 Stinger-vapensystem; okänt antal FGM-148 Javelin-vapensystem och tillhörande robotar; okänt antal ej namngivna vapensystem för bekämpning av stridsvagnar och tillhörande robotar; okänt antal Hydra 70-raketer; okänt antal 155mm och 105mm artilleripjäser; okänt antal 120mm och 60mm granatprojektiler; okänt antal Patriot-robotar; okänt antal Nasams-robotar; okänt antal Himars-robotar; okänt antal BGM-71 Tow-robotar; explosiv utrustning för att röja hinder; okänd mängd av övningsammunition; bildförstärkare och termografisk utrustning; taktiska flygnavigeringssystem; reservdelar samt fältutrustningar. | [ 47 ]        |
| 14 augusti 2023   | $200 000 000    | Fler än tolv miljoner patroner och gevärsgranater för handeldvapen och granatkarbiner; 58 lastbilssläp för transport av vatten; 37 bärningsfordon för att bärga utrustning; okänt antal FGM-148 Javelin-vapensystem och tillhörande robotar; okänt antal ej namngivna vapensystem för bekämpning av stridsvagnar och tillhörande robotar; okänt antal 155mm och 105mm artilleripjäser; okänt antal 120mm stridsvagnsprojektiler; okänt antal Patriot-robotar; okänt antal Himars-robotar; okänt antal BGM-71 Tow-robotar; explosiv utrustning för att röja hinder; utrustning för minröjning; reservdelar samt fältutrustningar. | [ 48 ]        |
| 29 augusti 2023   | $250 000 000    | Fler än tre miljoner patroner och gevärsgranater för handeldvapen och granatkarbiner; okänt antal bepansrade ambulanser och Humvee-ambulanser; okänt antal Javelin-vapensystem och tillhörande robotar; okänt antal ej namngivna vapensystem för bekämpning av pansarvärn och tillhörande robotar; okänt antal 155mm och 105mm artilleripjäser; okänt antal AIM-9 Sidewinder-robotar; okänt antal Hydra 70-raketer; okänt antal Himars-robotar; okänt antal BGM-71 Tow-robotar; explosiv utrustning för att röja hinder; utrustning för minröjning; reservdelar samt fältutrustningar. | [ 49 ]        |
| 6 september 2023  | $175 000 000    | Fler än tre miljoner patroner och gevärsgranater för handeldvapen och granatkarbiner; okänt antal 81 mm granatkastare och tillhörande granatprojektiler; okänt antal vapensystem av AT-4 och Javelin och tillhörande robotar; okänt antal stridsvagnsprojektiler, av utarmat uran, för Abrams-stridsvagnar; okänt antal 155mm och 105mm artilleripjäser; okänt antal Himars-robotar; okänt antal BGM-71 Tow-robotar; utrustning för att stärka upp Ukrainas luftvärn; taktiska navigeringssystem; taktiska kryptiska kommunikationssystem; explosiv utrustning för att röja hinder; reservdelar samt fältutrustningar. | [ 50 ]        |
| 21 september 2023 | $325 000 000    | Fler än tre miljoner patroner och gevärsgranater för handeldvapen och granatkarbiner; 59 lätta taktiska fordon; okänt antal vapensystem av AN/TWQ-1 Avenger; okänt antal vapensystem av AT-4 och Javelin; okänt antal tunga kulsprutor för att slå ut obemannade luftfarkoster; okänt antal 155mm (inklusive klusterammunition) och 105mm artilleripjäser; okänt antal AIM-9 Sidewinder-robotar; okänt antal Himars-robotar; okänt antal BGM-71 Tow-robotar; explosiv utrustning för att röja hinder; reservdelar samt fältutrustningar. | [ 51 ]        |
| 11 oktober 2023   | $200 000 000    | Fler än 16 miljoner patroner och gevärsgranater för handeldvapen och granatkarbiner; okänt antal vapensystem av AT-4; okänt antal 155mm och 105mm artilleripjäser; okänt antal AIM-9 Sidewinder-robotar; okänt antal Himars-robotar; okänd antal precisionsstyrda robotar; okänt antal BGM-71 Tow-robotar; utrustning för att slå ut obemannade luftfarkoster; utrustning för att bekämpa elektronisk krigföring; explosiv utrustning för att röja hinder; okänt mängd av övningsammunition; reservdelar samt fältutrustningar. | [ 52 ]        |
| 26 oktober 2023   | $150 000 000    | Fler än två miljoner patroner och gevärsgranater för handeldvapen och granatkarbiner; okänt antal vapensystem av Javelin; okänt antal 155mm och 105mm artilleripjäser; okänt antal AIM-9 Sidewinder-robotar; okänt antal Nasams-robotar; okänt antal Stinger-robotar; okänt antal Himars-robotar; okänt antal BGM-71 Tow-robotar; explosiv utrustning för att röja hinder; utrustning för mörkerseende; vinterkläder; reservdelar samt ej specificerade hjälputrustningar. | [ 53 ]        |
| 3 november 2023   | $125 000 000    | Fler än tre miljoner patroner och gevärsgranater för handeldvapen och granatkarbiner; tolv lastbilar för att transportera tung utrustning; okänt antal vapensystem av Javelin; okänt antal vapensystem av AT-4; okänt antal 155mm och 105mm artilleripjäser; okänt antal Nasams-robotar; okänt antal Himars-robotar; okänt antal BGM-71 Tow-robotar; okänt antal Claymore-truppminor; explosiv utrustning för att röja hinder; vinterkläder; reservdelar samt fältutrustningar. | [ 54 ]        |
| 20 november 2023  | $100 000 000    | Fler än tre miljoner patroner och gevärsgranater för handeldvapen och granatkarbiner; en High Mobility Artillery Rocket System (Himars) och tillhörande robotar; okänt antal vapensystem av Javelin; okänt antal vapensystem av AT-4; okänt antal 155mm och 105mm artilleripjäser; okänt antal Stinger-robotar; okänt antal BGM-71 Tow-robotar; explosiv utrustning för att röja hinder; vinterkläder; reservdelar samt fältutrustningar. | [ 55 ]        |
| 6 december 2023   | $175 000 000    | Fler än fyra miljoner patroner och gevärsgranater för handeldvapen och granatkarbiner; okänt antal bärgningsfordon; okänt antal vapensystem av Javelin; okänt antal vapensystem av AT-4; okänt antal 155mm och 105mm artilleripjäser; okänt antal AIM-9M-robotar; okänt antal AIM-7-robotar; okänt antal Himars-robotar; okänt antal AGM-88 Harm-robotar; okänt antal BGM-71 Tow-robotar; explosiv utrustning för att röja hinder; utrustning för att beskydda viktig nationell infrastruktur; reservdelar samt fältutrustningar. | [ 56 ]        |
| 12 december 2023  | $200 000 000    | Fler än fyra miljoner patroner och gevärsgranater för handeldvapen och granatkarbiner; okänt antal vapensystem av Javelin; okänt antal vapensystem av AT-4; okänt antal 155mm och 105mm artilleripjäser; okänt antal AIM-9M-robotar; okänt antal Himars-robotar; okänt antal AGM-88 Harm-robotar; okänt antal BGM-71 Tow-robotar; explosiv utrustning för att röja hinder; utrustning för att beskydda viktig nationell infrastruktur; reservdelar samt fältutrustningar. | [ 57 ]        |
| 27 december 2023  | $250 000 000    | Fler än 15 miljoner patroner och gevärsgranater för handeldvapen och granatkarbiner; okänt antal vapensystem av Javelin; okänt antal vapensystem av AT-4; okänt antal 155mm och 105mm artilleripjäser; okänt antal Stinger-robotar; okänt antal Himars-robotar; okänt antal BGM-71 Tow-robotar; komponenter till luftvärn; explosiv utrustning för att röja hinder; reservdelar; medicintekniska produkter samt fältutrustningar. | [ 58 ]        |
| 12 mars 2024      | $300 000 000    | Okänt antal vapensystem av AT-4; okänd mängd patroner och gevärsgranater för handeldvapen och granatkarbiner; okänt antal Stinger-robotar; okänt antal 155mm artilleripjäser inklusive högexplosiva artilleripjäser samt förbättrade klusterpjäser för dubbla ändamål; okänt antal 105mm artilleripjäser; okänt antal Himars-robotar; explosiv utrustning för att röja hinder; reservdelar; utrustning för underhåll samt fältutrustningar. Notis: USA skickade även MGM-140 Atacms till Ukraina utan att försvarsdepartementet offentliggjorde det. USA:s 46:e president Joe Biden (D) godkände att de kunde användas inom Ukrainas gränser månaden innan. | [ 61 ]        |
| 24 april 2024     | $1 000 000 000  | Okänt antal M2/M3 Bradley-fordon; okänt antal Mrap-fordon; okänt antal Humvee-fordon; okänt antal stödfordon för logistika ändamål; okänt antal taktiska bärgningsfordon; okänt antal vapensystem av FGM-148 Javelin; okänt antal vapensystem av AT-4; okänd mängd av 12,7 × 99 mm Nato-patroner för att slå ut obemannade luftfarkoster; okänt antal RIM-7 Sea Sparrow-robotar; okänt antal AIM-9M-robotar; okänt antal Stinger-robotar; okänt antal Himars-robotar; okänt antal BGM-71 Tow-robotar; okänt antal 155mm artilleripjäser inklusive högexplosiva artilleripjäser samt förbättrade klusterpjäser för dubbla ändamål; okänt antal 105mm artilleripjäser; okänt antal 60mm granatprojektiler; okänd mängd av precisionsstyrd ammunition; okänt antal stridsvagnsminor; okänt antal Claymore-truppminor; okänd mängd handeldvapen och granatkarbiner och tillhörande patroner och gevärsgranater; explosiv utrustning för att röja hinder; utrustning för mörkerseende; träningsammunition; reservdelar; utrustning för underhåll samt fältutrustningar. | [ 62 ]        |
| 10 maj 2024       | $400 000 000    | Okänt antal patrullbåtar; okänt antal av small unit riverine craft-båtar; okänt antal M2/M3 Bradley-fordon; okänt antal M113 armored personnel carrier-fordon; okänt antal Mrap-fordon; okänt antal lastbilar och trailers för att transportera tung utrustning; okänt antal vapensystem av FGM-148 Javelin; okänt antal vapensystem av AT-4; okänt antal Patriot-robotar; okänt antal Nasams-robotar; okänt antal Stinger-robotar; okänt antal Himars-robotar; okänt antal AGM-88 Harm-robotar; okänt antal BGM-71 Tow-robotar; okänt antal 155mm och 105mm artilleripjäser; okänd mängd av precisionsstyrd ammunition; utrustning för att kunna integrera Ukraina med de västliga avfyrningsramper, robotar och radar som Ukraina har fått; okänd mängd handeldvapen och granatkarbiner och tillhörande patroner och gevärsgranater; explosiv ammunition och utrustning för att röja hinder; träningsammunition; reservdelar; utrustning för underhåll samt fältutrustningar. | [ 63 ]        |
| 24 maj 2024       | $275 000 000    | Okänt antal taktiska bärgningsfordon; okänt antal vapensystem av FGM-148 Javelin; okänt antal vapensystem av AT-4; okänt antal Himars-robotar; okänt antal BGM-71 Tow-robotar; okänt antal 155mm och 105mm artilleripjäser; okänt antal 60mm granatprojektiler; okänd mängd av precisionsstyrd ammunition; okänt antal stridsvagnsminor; okänd mängd handeldvapen och granatkarbiner och tillhörande patroner och gevärsgranater; explosiv ammunition; okänt antal skyddsutrustningar mot CBRN-krigföring; reservdelar; utrustning för underhåll samt fältutrustningar. | [ 64 ]        |
| 7 juni 2024       | $225 000 000    | Okänt antal M113 armored personnel carrier-fordon; okänt antal patrullbåtar; okänt antal small unit riverine craft-båtar; okänt antal släpvagnar för att transportera tung utrustning; okänt antal 155mm Haubitsar; okänt antal 81mm granatkastare; okänt antal vapensystem av FGM-148 Javelin; okänt antal vapensystem av AT-4; okänt antal Himars-robotar; okänt antal Stinger-robotar; okänt antal MIM-23 Hawk-robotar; okänt antal BGM-71 Tow-robotar; okänt antal 155mm och 105mm artilleripjäser; okänd mängd handeldvapen och granatkarbiner och tillhörande patroner och gevärsgranater; explosiv ammunition; okänt antal bildförstärkare; reservdelar; utrustning för underhåll samt fältutrustningar. | [ 65 ]        |
| 4 juli 2024       | $150 000 000    | Okänt antal taktiska bärgningsfordon; okänt antal 81mm granatkastarpjäser till granatkastare; okänt antal vapensystem av FGM-148 Javelin; okänt antal vapensystem av AT-4; okänt antal Himars-robotar; okänt antal MIM-23 Hawk-robotar; okänt antal BGM-71 Tow-robotar; okänt antal 155mm och 105mm artilleripjäser; okänd mängd handeldvapen och granatkarbiner och tillhörande patroner och gevärsgranater; explosiv ammunition och tillhörande utrustning; okänt antal navigationssystem för luftfart; utrustning för underhållande av flygplan; reservdelar; utrustning för övrig underhåll samt fältutrustningar. | [ 66 ]        |
| 11 juli 2024      | $225 000 000    | Ett vapensystem för MIM-104 Patriot; okänt antal vapensystem av FGM-148 Javelin; okänt antal vapensystem av AT-4; okänt antal vapensystem av BGM-71 Tow och tillhörande robotar; okänt antal Nasams-robotar; okänt antal Himars-robotar; okänt antal Stinger-robotar; okänt antal 155mm och 105mm artilleripjäser; okänd mängd ammunition för handeldvapen och granatkarbiner; explosiv ammunition; reservdelar; utrustning för övrig underhåll samt fältutrustningar. | [ 67 ]        |
| 30 juli 2024      | $200 000 000    | Luftvärnsrobotar; ammunition för artillerier och robotvapensystem samt okänt antal pansarvärnsvapen. | [ 68 ]        |
| 9 augusti 2024    | $125 000 000    | Okänt antal Humvee-ambulanser; okänt antal vapensystem av FGM-148 Javelin; okänt antal vapensystem av AT-4; okänt antal Stinger-robotar; okänt antal Himars-robotar; okänt antal BGM-71 Tow-robotar; okänt antal 155mm och 105mm artilleripjäser; okänd mängd ammunition för handeldvapen och granatkarbiner; explosiv ammunition och tillhörande utrustning; reservdelar; utrustning för övrig underhåll, träning och transportering. | [ 69 ]        |
| 23 augusti 2024   | $125 000 000    | Okänt antal Humvee-ambulanser; okänt antal vapensystem av FGM-148 Javelin; okänt antal vapensystem av AT-4; utrustning och ammunition för att slå ut obemannade luftfarkoster; okänt antal Stinger-robotar; okänt antal Himars-robotar; okänt antal BGM-71 Tow-robotar; okänt antal 155mm och 105mm artilleripjäser; okänd mängd ammunition för handeldvapen och granatkarbiner; explosiv ammunition och tillhörande utrustning; medicintekniska produkter; reservdelar; utrustning för övrig underhåll, träning och transportering. | [ 70 ]        |
| 6 september 2024  | $250 000 000    | Okänt antal patrullbåtar; okänt antal M2/M3 Bradley-fordon; okänt antal M113 armored personnel carrier-fordon; okänt antal Mrap-fordon; okänt antal vapensystem av FGM-148 Javelin; okänt antal vapensystem av AT-4; okänt antal Stinger-robotar; okänt antal RIM-7 Sea Sparrow-robotar samt support för luftvärn; okänt antal Himars-robotar; okänt antal BGM-71 Tow-robotar; okänt antal 155mm och 105mm artilleripjäser; okänd mängd ammunition för handeldvapen och granatkarbiner; utrustning för träning av sjökrigföring; explosiv ammunition och tillhörande utrustning; reservdelar; utrustning för övrig underhåll, träning och transportering. | [ 71 ]        |
| 25 september 2024 | $375 000 000    | Okänt antal patrullbåtar; okänt antal M1117 armored security vehicle-fordon; okänt antal Mrap-fordon; okänt antal lätta taktiska fordon; okänt antal bepansrade brobandvagnar; okänt antal vapensystem av FGM-148 Javelin; okänt antal vapensystem av AT-4; okänt antal Himars-robotar; okänt antal BGM-71 Tow-robotar; okänt antal 155mm och 105mm artilleripjäser; okänt antal handeldvapen och granatkarbiner; okänd mängd av ammunition för flygmaskiner; explosiv ammunition och tillhörande utrustning; reservdelar; utrustning för övrig underhåll, träning och transportering. | [ 72 ]        |
| 16 oktober 2024   | $425 000 000    | Okänt antal Humvee-fordon; okänt antal vapensystem av FGM-148 Javelin; okänt antal vapensystem av AT-4; okänt antal Nasams-robotar; okänt antal Himars-robotar; okänt antal RIM-7 Sea Sparrow-robotar samt support för luftvärn; okänt antal BGM-71 Tow-robotar; okänt antal 155mm och 105mm artilleripjäser; okänd mängd av ammunition för flygmaskiner; okänd mängd ammunition för handeldvapen och granatkarbiner; okänt antal granater; explosiv ammunition och tillhörande utrustning; reservdelar; utrustning för övrig underhåll, träning och transportering. | [ 73 ]        |
| 21 oktober 2024   | $400 000 000    | Okänt antal M113 armored personnel carrier-fordon; okänt antal vapensystem av FGM-148 Javelin; okänt antal vapensystem av AT-4; okänt antal granatkastare med tillhörande 60mm, 81mm och 120mm granatkastarprojektiler; okänt antal Himars-robotar; okänt antal BGM-71 Tow-robotar; okänt antal 155mm och 105mm artilleripjäser; okänd mängd handeldvapen och granatkarbiner och tillhörande patroner och gevärsgranater; okänt antal granater; explosiv ammunition och tillhörande utrustning; utrustning för satellitkommunikation; utrustning för att beskydda viktig nationell infrastruktur; reservdelar; utrustning för övrig underhåll, träning och transportering. | [ 74 ]        |
| 1 november 2024   | $425 000 000    | Okänt antal Stryker-fordon; okänt antal vapensystem av FGM-148 Javelin; okänt antal vapensystem av AT-4; okänt antal Nasams-robotar; okänt antal Himars-robotar; okänt antal Stinger-robotar; okänt antal BGM-71 Tow-robotar; okänt antal 155mm och 105mm artilleripjäser; okänd mängd av ammunition för flygmaskiner; utrustning och ammunition för att slå ut obemannade luftfarkoster; okänd mängd ammunition för handeldvapen och granatkarbiner; explosiv ammunition och tillhörande utrustning; medicintekniska produkter; reservdelar; utrustning för övrig underhåll, träning och transportering. | [ 75 ]        |
| 20 november 2024  | $275 000 000    | Okänt antal obemannade luftfarkoster; okänt antal vapensystem av FGM-148 Javelin; okänt antal vapensystem av AT-4; okänt antal Nasams-robotar; okänt antal Himars-robotar; okänt antal BGM-71 Tow-robotar; okänt antal 155mm och 105mm artilleripjäser; okänt antal av 81mm och 60mm granatkastarprojektiler; okänd mängd ammunition för handeldvapen och granatkarbiner; explosiv ammunition och tillhörande utrustning; okänt antal skyddsutrustningar mot CBRN-krigföring; reservdelar; utrustning för övrig underhåll, träning och transportering. | [ 76 ]        |
| 3 december 2024   | $725 000 000    | Okänt antal obemannade luftfarkoster; okänt antal vapensystem av FGM-148 Javelin; okänt antal vapensystem av AT-4; okänt antal Nasams-robotar; okänt antal Himars-robotar; okänt antal Stinger-robotar; okänt antal BGM-71 Tow-robotar; okänt antal 155mm och 105mm artilleripjäser; okänt antal landminor; okänd mängd ammunition för att slå ut obemannade luftfarkoster; okänd mängd ammunition för handeldvapen och granatkarbiner; utrustning för att beskydda viktig nationell infrastruktur; explosiv ammunition och tillhörande utrustning; reservdelar; utrustning för övrig underhåll, träning och transportering. | [ 77 ]        |
| 13 december 2024  | $500 000 000    | Okänt antal Humvee-fordon; okänt antal Mrap-fordon; okänt antal lätta taktiska fordon; okänt antal obemannade luftfarkoster; okänt antal vapensystem av FGM-148 Javelin; okänt antal vapensystem av AT-4; okänt antal Himars-robotar; okänt antal AGM-88 Harm-robotar; okänt antal BGM-71 Tow-robotar; okänt antal 155mm och 105mm artilleripjäser; okänd mängd ammunition för att slå ut obemannade luftfarkoster; okänd mängd ammunition för handeldvapen och granatkarbiner; okänt antal skyddsutrustningar mot CBRN-krigföring; explosiv ammunition och tillhörande utrustning; reservdelar; utrustning för övrig underhåll, träning och transportering. | [ 78 ]        |
| 30 december 2024  | $1 250 000 000  | Okänt antal robotar för luftvärn; okänt antal robotar för raketartillerier; okänt antal artilleripjäser för artillerier samt okänt antal pansarvärn med tillhörande ammunition. Notis: USA tillkännagav stödpaket till Ukraina via både PDA och Ukraine Security Assistance Initiative men valde dock inte specifiera mer detaljrikt om vad som ingick i vilket stödpaket. | [ 79 ]        |
| 9 januari 2025    | $500 000 000    | Okänt antal bepansrade brobandvagnar; okänt antal AIM-7 Sparrow-robotar; okänt antal AIM-9M-robotar; okänt antal RIM-7 Sea Sparrow-robotar; okänd mängd av ammunition för flygmaskiner; okänd mängd ammunition för handeldvapen och granatkarbiner; utrustning för att underhålla General Dynamics F-16 Fighting Falcon; taktiska kryptiska kommunikationssystem; reservdelar; utrustning för övrig underhåll, träning och transportering. | [ 80 ]        |
|                   | $34 095 000 000 | |               |

### Taiwan
| Datum             | Värde          | Ett urval av innehåll                                                         | Källa  |
| ----------------- | -------------- | ----------------------------------------------------------------------------- | ------ |
| 24 maj 2023       | $500 000 000   | Okänt antal FIM-92 Stinger-robotar och okänt antal tillhörande vapensystem.   | [ 7 ]  |
| 28 juli 2023      | $345 000 000   | Okänt innehåll.                                                               | [ 81 ] |
| 30 september 2024 | $567 000 000   | Krigsmateriel och möjligheter till träning och övningar för militära ändamål. | [ 82 ] |
|                   | $1 412 000 000 |                                                                               |        |